# Hey Angel
"Hey Angel" je dvanáctý singl americké heavy metalové skupiny Dio, vydaný v roce 1990. Skladba vyšla také na albu Lock up the Wolves z téhož roku. Skladbu napsali Ronnie James Dio a Rowan Robertson.